# کا۱۰دبلیو
کا۱۰دبلیو (به انگلیسی: Kyushu_K10W) یک هواگرد ملخ‌پیشین تک‌موتوره از نوع هواپیمای آموزشی ساخت شرکت Kyushu Aircraft Company and Nippon Hikoki K.K. است. هواگرد کا۱۰دبلیو نخستین پروازش را در ۱۹۴۱ میلادی انجام داد. این هواگرد در سال ۱۹۴۳ میلادی رسماً معرفی گردید و در سال‌های ۱۹۴۳ - 1944 تولید شده‌است. در مجموع، تعداد ۱۷۶ فروند از این هواگرد ساخته شده‌است.